# Nearcha nullata
Espèce
Nearcha nullata est une espèce de lépidoptères (papillons) de la famille des Geometridae vivant dans le quart sud-est de l'Australie.
Il a une envergure de 30 mm.
Sa larve se nourrit sur Dillwynia parvifolia.